# Departamento Artigas
Artigas ist eines der Departamento von Uruguay.

## Geographie

### Lage und Landschaftsbild
Das eine Flächenausdehnung von 11.928 km² aufweisende Departamento liegt im äußersten Nordwesten des Landes an der Grenze zu Argentinien und Brasilien. Das Dreiländereck im Nordwesten des Departamentos, an der Mündung des Grenzflusses zu Brasilien, des Río Cuareim, in den Río Uruguay, den Grenzfluss nach Argentinien, wird Bella Unión (span. für Schöne Vereinigung) genannt. Dort liegt die umstrittene Flussinsel Isla Brasilera. Hauptstadt des Departamentos ist Artigas. Weitere wichtige städtische Ansiedlungen sind Bella Unión, Tomás Gomensoro, Baltasar Brum, Las Piedras und Pintadito.

### Bodenschätze
In Artigas finden sich im östlichen Gebiet des Departamentos Achat- und Amethyst-Vorkommen am Arroyo Tres Cruces, am Arroyo Cuaró, am Arroyo Catalán Grande, am Arroyo Catalán Chico, in der Cuchilla de Belén, in der Cuchilla Catalán, in der Cuchilla Yacaré Cururú und bei La Bolsa.

## Geschichte
Artigas wurde im Oktober 1884 aus einem Teil von Salto als neue Provinz gegründet.

## Bevölkerung
Während die Gesamteinwohnerzahl des Departamentos im Jahr 2004 noch 78.019 betrug, wurden bei der Volkszählung des Jahres 2023 77.487 Einwohner gezählt. Mehr als die Hälfte der Bevölkerung des Departamentos wohnt dabei in der Hauptstadt Artigas.

## Infrastruktur

### Bildung
Artigas verfügt über insgesamt elf weiterführende Schulen (Liceos), in denen 6.551 Schüler von 503 Lehrern unterrichtet werden. Vier dieser Liceos befinden sich in der Departamento-Hauptstadt. Das älteste Liceo des Departamentos ist das im artigensischen Barrio Centro angesiedelte, 1913 gegründete Liceo Nº 1 Departamental. (Stand: Dezember 2008).

### Verkehr
Auf dem Gebiet des Departamentos befindet sich mit dem Flughafen Artigas eine Anbindung an den Flugverkehr. Durch das Departamento führt eine aus Richtung Salto kommende Bahnstrecke, die sich bei Baltasar Brum in die Richtungen der artigaschen Hauptstadt und Bella Unión aufteilt. Ferner wird das Departamento von den folgenden Straßen jedenfalls teilweise durchzogen: Ruta 3, Ruta 4, Ruta 30.

### Wirtschaft
Artigas war früher eines der entwickeltesten Departamentos des Landes. Sein Reichtum gründete vor allem auf der Zuckerproduktion und dem Gemüseanbau. Heute ist jedoch in eine schwere Krise eingetreten, die das Departamento in eines der problembeladensten Regionen Uruguays verwandelt hat.

## Politik
Die Führungsposition der Exekutive des Departamentos, das Amt des Intendente, hat Patricia Ayala von der Frente Amplio inne.